# Góra Szwajcera
Góra Szwajcera (występuje również pisownia Góra Szwejcera) – wzniesienie o wysokości 267 m n.p.m. położone w Mstowie, w powiecie częstochowskim]. Na dawnych mapach Geoportalu (wersja raster) Góra Szwajcera jest opisana jako Kamień. Pod względem  geograficznym znajduje się na Wyżynie Wieluńskiej. 
Zachodnie stoki Góry Szwajcera opadają do rzeki Warty. Znajduje się na nich wysoki na kilkanaście metrów wapienny ostaniec Skała Miłości. Otoczenie Góry Szwajcera jest zagospodarowane jako teren rekreacyjny. Znajdują się tam szlaki spacerowe, altany, schody, ławki, podesty widokowe, tablice informacyjne, miejsce do palenia ognisk i grilowania. Płaski i bezleśny szczyt Góry Szwajcera jest dobrym punktem widokowym.
Nazwa góry upamiętnia Bronisława Szwejcera (syna Wincentego Szweycera), działacza społecznego oraz właściciela majątku ziemskiego w Wancerzowie, żyjącego w latach 1841–1921.